# Mãng Cổ Nhĩ Thái
Mãng Cổ Nhĩ Thái (giản thể: 莽古尔泰; phồn thể: 莽古爾泰, tiếng Mãn: ᠮᠠᠩᡤᡡᠯᡨᠠᡳ, Möllendorff: Manggūltai, Abkai: Manggvltai, 1587 – 11 tháng 1 năm 1633), là hoàng tử và một trong Tứ đại Bối lặc thời kỳ đầu nhà Thanh.

## Cuộc đời
Mãng Cổ Nhĩ Thái sinh vào năm Minh Vạn Lịch thứ 15 (1587) trong gia tộc Ái Tân Giác La. Ông là con trai thứ năm của Nỗ Nhĩ Cáp Xích, mẹ ông là Kế phi Phú Sát Cổn Đại. Ông là anh trai cùng mẹ của Mãng Cổ Tế.

### Thời Nỗ Nhĩ Cáp Xích
Năm Minh Vạn Lịch thứ 40 (1612), ông theo Nỗ Nhĩ Cáp Xích chinh phạt Ô Lạp bộ, anh dũng thiện chiến và liên tục đánh hạ 6 thành. Mãng Cổ Nhĩ Thái thỉnh vượt sông truy kích Bối lặc Bố Chiếm Thái, Nỗ Nhĩ Cáp Xích: "Không nên đuổi theo! Không có người hầu làm sao có chủ? Không có dân làm sao có quân? Trước làm suy yếu thế lực của hắn là được rồi." Nghe lệnh, ông không tiếp tục truy kích mà ở lại phá hủy sáu thành của Ô Lạp và di chuyển đến sông Phú Lặc Cáp (富勒哈河). Hôm sau, ông xây xong một tòa thành gỗ ở Ô Lạp, lưu lại hơn ngàn quân đóng giữ. Tháng 4 năm Thiên Mệnh nguyên niên (1616), ông được phong làm Hòa Thạc Bối lặc (和硕贝勒), trở thành một trong Tứ đại Bối lặc, thường được xưng là "Tam Bối lặc", là Kỳ chủ của Chính Lam kỳ.
Năm thứ 4 (1619), Liêu Đông Kinh lược của nhà Minh là Dương Hạo (楊鎬) phái Tổng binh Đỗ Tùng (杜松) dẫn theo 6 vạn quân xuất phát từ Phủ Thuận quan (抚顺关) và Lưu Đinh (劉綎) dẫn 4 vạn quân xuất phát từ Khoan Điện, cùng tấn công kinh đô Hách Đồ A Lạp của Hậu Kim. Mãng Cổ Nhĩ Thái theo Nỗ Nhĩ Cáp Xích phòng thủ ở Tùng Giới phàm (松界凡), bố trí quân mai phục ở cốc khẩu Tát Nhĩ Hử (薩爾滸), chờ Minh binh đi qua một nửa mới bắt đầu tấn công, quân Hậu Kim chiếm được Cát Lâm nhai, Minh binh dựng doanh trại ở núi Tát Nhĩ Hử, ông một lần nữa theo Bối lặc Đại Thiện suất lĩnh hơn một ngàn quân tăng viện cho Cát Lâm nhai, hợp quân tấn công quân chủ lực của nhà Minh ở núi Tát Nhĩ Hử, đại phá quân Minh, danh tướng Đỗ Tùng tử trận. Lại theo Nỗ Nhĩ Cáp Xích rút quân, trảm đầu Lưu Đình. Tháng 8, ông theo đại quân thảo phạt Diệp Hách, vây thành, Diệp Hách Bối lặc Bố Dương Cổ và em trai Bố Nhĩ Hàng Cổ (布尔杭古) đầu hàng, bình định được Diệp Hách bộ.
Năm thứ 5 (1620), Nỗ Nhĩ Cáp Xích phạt Minh, tấn công Ý Lộ (懿路), Bồ Thành, ra lệnh cho Mãng Cổ Nhĩ Thái mang theo quân đội của mình truy đuổi quân Minh. Ông suất lĩnh hơn trăm quân tinh duệ, truy kích Tổng binh Lý Bỉnh Thành (李秉诚) và Phó tướng Triệu Suất Giáo (赵率教) ra khỏi Thẩm Dương mới rút quân về. Năm thứ 6 (1621), hàng tướng Trấn Giang thành là Trần Lương (陈良) bị xúi giục đầu phục vào dưới trướng Mao Văn Long (毛文龙), Mãng Cổ Nhĩ Thái cùng Đại Thiện di chuyển dân chúng từ Kim Châu đến Phục Châu (复州). Năm thứ 10 (1625), ông suất quân đánh hạ Lữ Thuận Khẩu của nhà Minh. Cùng năm đó, Lâm Đan hãn của Sát Cáp Nhĩ tấn công Khoa Nhĩ Thấm, ông suất quân đi cứu viện. Lúc đại quân đánh đến Nông An Tháp (农安塔), Lâm Đan hãn thất bại bỏ chạy. Năm thứ 11 (1626), Nỗ Nhĩ Cáp Xích suất quân thảo phạt Ba Lâm bộ của Khách Nhĩ Khách, mệnh các Bối lặc suất binh tập kích Tích Lạp Mục Lăng (锡拉穆楞). Các Bối lặc khác vì đi đường quá mệt nhọc mà không thể đi tiếp, chỉ có Mãng Cổ Nhĩ Thái không dừng lại. Ông một mình dẫn binh qua sông trong đêm, tấn công bất ngờ, bắt được số lượng lớn tù nhân.

### Thời Hoàng Thái Cực
Năm Thiên Thông nguyên niên (1627), Hoàng Thái Cực vừa kế vị không lâu đã đích thân xuất quân, phát động trận Ninh – Cẩm. Mãng Cổ Nhĩ Thái suất quân tấn công Hữu Truân vệ của nhà Minh, bắt giữ và dùng một ngàn quân bảo vệ đường lương vận ở Tháp Sơn. Năm thứ 3 (1629), ông theo Hoàng Thái Cực và đai quân Bát kỳ tấn công Minh triều, Bối lặc A Ba Thái phá Long Tỉnh quan tiến vào Trường Thành, tấn công Hán Nhi Trang (汉儿庄). Mãng Cổ Nhĩ Thái cùng Đa Nhĩ Cổn, Đa Đạc tiếp ứng, áp sát, ép thủ tướng Hán Nhi Trang thành đầu hàng. Hoàng Thái Cực cũng tự mình suất quân đánh hạ Hồng Sơn Khẩu (洪山口), áp sát Tuân Hóa. Ông từ Hán Nhi Trang thành chỉnh hợp quân đội, đánh bại Tổng binh Triệu Suất Giáo, bắt sống phó tướng Tang Điều Nguyên (臧调元). Sau đó, ông dẫn đại quân tiến vào Thông Châu, tiếp cận thủ đô nhà Minh và tất cả các đạo quân của nhà Minh đều đến cứu viện. Mãng Cổ Nhĩ Thái phái Ba Nha Lạt (巴牙喇) suất quân đi đầu, ông cùng Đa Đạc bọc hậu. Lúc này, đại quân nhà Minh tấn công đến, đều bị ông cùng Đa Đạc đánh lui, tiêu diệt toàn bộ. Ông theo Hoàng Thái Cực kiểm duyệt quân Bát kỳ ở Kế Châu, sau đó đại phá viện binh của nhà Minh tại Sơn Hải quan. Năm thứ 4 (1630), tháng 2, ông suất quân đánh hạ Vĩnh Bình và Tuân Hóa. Khi đang rút quân thì gặp phải quân Minh, đều bị ông đánh bại.
Năm thứ 5 (1631), theo đại quân đánh Trận Đại Lăng Hà, Chính Lam kỳ vây khốn phía nam của Đại Lăng Hà, ông cùng Đức Cách Loại suất lĩnh đám người Ba Nha Lạt tiếp ứng. Minh triều Tổng binh Ngô Cương, Giám quân đạo Trương Xuân dẫn quân đến cứu viện, đóng quân ở 15 dặm bên ngoài thành. Mãng Cổ Nhĩ Thái theo Hoàng Thái Cực tấn công đạo quân này, bắt sống đám người Trương Xuân. Trong lúc vây công Đại Lăng Hà, Mãng Cổ Nhĩ Thái tấu lên Hoàng Thái Cực việc quân đội của mình vì vây công quân Minh mà trọng thương nhiều. Hoàng Thái Cực liền hỏi đến việc Mãng Cổ Nhĩ Thái không nghe lệnh, làm lỡ quân cơ. Ông liền một mực phủ nhận. Hoàng Thái Cực tiếp tục truy vấn "Nếu đó là vu cáo, vậy thì nên trị tội bọn hắn. Nhưng nếu sự thật đúng là như vậy, ngươi không có tội hay sao?". Ông lập tức mất bình tĩnh, lớn giọng cho rằng mình vốn luôn thuận theo, là Đại Hãn muốn giệt trừ mình. Dứt lời, ông liền cầm đao của mình lên, nhiều lần định nhảy vào tấn công Hoàng Thái Cực. Em trai cùng mẹ của ông là Đức Cách Loại cực lực ngăn cản ông phạm vào tội đại nghịch. Mãng Cổ Nhĩ Thái càng thêm tức giận, lập tức rút đao ra khỏi vỏ. Hoàng Thái Cực cực kì tức giận, vì vậy liền mắng Mãng Cổ Nhĩ Thái, nhắc đến việc ông từng vì Kế phi Phú Sát thị phạm tội mà giết luôn cả mẹ ruột. Sau đó, các Bối lặc cùng nhau nghị tội, phán Mãng Cổ Nhĩ Thái tội đại bất kính, cách tước Hòa Thạc Bối lặc, hàng xuống Đa La Bối lặc, tước đi năm Ngưu lục, phạt một vạn lượng bạc.

### Cuối đời
Năm thứ 6 (1632), ông tiếp tục theo đại quân tấn công Sát Cáp Nhĩ, Lâm Đan hãn thất bại dẫn quân trốn thoát. Đại quân chuyển hướng tấn công Minh triều, tập kích Đại Đồng và Tuyên Phủ (宣府). Ngày 12 tháng 12 cùng năm (11 tháng 1 năm 1633), Mãng Cổ Nhĩ Thái bạo bệnh qua đời, chung niên 46 tuổi. Hoàng Thái Cực đích thân đến viếng, đau buồn khóc tiễn đưa ông. Năm sau (1633), con gái của Mãng Cổ Tế đến bái kiến Hoàng Thái Cực, nhớ đến bá phụ Mãng Cổ Nhĩ Thái mà khóc lên, Hoàng Thái Cực và các Bối lặc cũng rơi nước mắt. Năm thứ 9 (1635), thuộc hạ của Mãng Cổ Tế là Lãnh Tăng Cơ (冷僧机) tố cáo Mãng Cổ Nhĩ Thái cùng Bối lặc Đức Cách Loại, Mãng Cổ Tế minh thệ oán hận, ý đồ ám sát Hoàng Thái Cực, Ngạch phò của Mãng Cổ Tế là Tắc Nặc Mộc Đỗ Lăng đứng ra làm chứng. Sau đó, lại lục soát được 16 tấm có "Đại Kim quốc Hoàng Đế chi ấn". Cuối cùng, với tội mưu nghịch, Mãng Cổ Nhĩ Thái bị truy đoạt tất cả tước vị. Mãng Cổ Tế cùng con trai ông là Ngạch Tất Luân, anh trai cùng mẹ khác cha Ngang A Lạt đều bị tội liên đới mà xử tử. Các con còn lại của ông đều bị tước đi tư cách Tông thất. Đến những năm Khang Hi, hậu duệ của ông được ban cho Hồng đái tử, phụ nhập vào cuối Ngọc điệp.

## Gia quyến

### Thê thiếp
- Nguyên phối: Nạp Lạt thị (纳喇氏), con gái của Nạp Mục Đô Lý Thị (纳穆都里氏)
- Kế thất: Nạp Lạt thị (纳喇氏), con gái của Cáp Đạt Bối lặc Mạnh Cách Bố Lộc.
- Tam thú thê (không rõ họ và xuất thân)
- Thiếp (không rõ họ và xuất thân)

### Hậu duệ
1. Mại Đạt Lễ (邁達禮, 1603 – 1634), mẹ là Kế thất Cáp Đạt Na Lạp thị. Có hai con trai.
2. Quảng Cổ (廣顧, 1604 – 1606), mẹ là Kế thất Cáp Đạt Na Lạp thị. Chết yểu.
3. Tát Cáp Lương (薩哈良, 1606 – 1642), mẹ là Kế thất Cáp Đạt Na Lạp thị. Có hai con trai.
4. Tát Đống Ngạch (薩棟額, 1608 – ?), mẹ thiếp không rõ họ tên. Có hai con trai.
5. Ngạch Bật Luân (額弼綸, 1609 – ?), mẹ là Kế thất Cáp Đạt Na Lạp thị. Có một con trai.
6. Phí Dương Cổ Thái (費揚古泰, 1610 – ?), mẹ là Kế thất Cáp Đạt Na Lạp thị. Có một con trai.
7. Tát Cáp Nạp (薩哈納, 1614 – ?), mẹ là thiếp không rõ họ tên. Có một con trai.
8. A Khắc Tháp Mã (阿克塔瑪, 1620 – 1622), mẹ là Kế thất Cáp Đạt Na Lạp thị. Vô tự.
9. Thư Tùng (舒松, 1623 – 1652), mẹ là Tam thú thê không rõ họ tên.